# Michał Głowiński
Michał Głowiński (4. listopadu 1934 Varšava – 29. září 2023 Varšava) byl polský spisovatel, literární historik a teoretik, autor mnoha studií o komunistickém newspeaku.

## Životopis
Byl jedním z dětí zachráněných z varšavského ghetta týmem Ireny Sendlerové. Byl umístěn v stacionáři v Turkovicích.
Studoval polonistiku na univerzitě ve Varšavě, kde v roce 1955 obdržel titul magistra. Debutoval v roce 1954 recenzí na Manfredzie Adolfa Rudnického publikovanou v Życiu Literackim. V letech 1955-1958 působil jako asistent na Katedře teorie literatury pod vedením prof. Kazimierza Budzyka. Zároveň rozvíjet kritickou aktivitu, zejména o poezii, mimo jiné, v Życiu Literackim a Twórczości. Od roku 1958 působil v Instytut Badań Literackich Polskiej Akademii Nauk. Habilitoval v roce 1967, na základě studie Cykl studiów z historii i teorii polskiej powieści. V roce 1978 byl zakládajícím členem TKN (Towarzystwo Kursów Naukowych). V roce 1986 se stal řádným profesorem. Od roku 1990 byl předsedou vědecké rady ústavu. Je členem vědecké společnosti Varšavy a Svazu polských spisovatelů.
V roce 2010 vydal autobiografický román Kruhy cizoty (Kręgi obcości), v němž se přihlásil k homosexuální orientaci.

## Dílo
- Poetyka Tuwima a polska tradycja literacka (1962)
- Porządek, chaos, znaczenie (1968)
- Powieść młodopolska (1969)
- Gry powieściowe (1973)
- Style odbioru (1977)
- Nowomowa po polsku (1990)
- Mity Przebrane (1990)
- Marcowe gadanie: Komentarze do słów. 1966-1971 (1991)
- Rytuał i demagogia. Trzynaście szkiców o sztuce zdegradowanej (1992)
- Peereliada. Komentarze do słów 1976-1981 (1993)
- Mowa w stanie oblężenia (1996)
- Czarne sezony (1998, česky: Černé sezóny, 2002)
- Końcówka (1999)
- Magdalenka z razowego chleba (2001)
- Gombrowicz i nadliteratura (2002)
- Historia jednej topoli (2003)
- Skrzydła i pięta (2004)
- Ironia (2005)
- Kładka nad czasem (2006)
- Monolog wewnętrzny Telimeny i inne szkice (2007)
- Fabuły przerwane: Małe szkice 1998-2007 (2008)
- Kręgi obcości (2010)
- Carska filiżanka. Szesnaście opowieści (2016)